# Comunità montana Alta Versilia
La Comunità montana Alta Versilia era una comunità montana della Toscana che si estendeva sui territori della Provincia di Lucca e di quella di Massa-Carrara. La comunità nacque ufficialmente nel 1981 dalla scissione della Comunità montana Apuo-Versiliese; inizialmente costituita dai soli comuni di Seravezza e Stazzema, nel 2002 ne entrono a far parte anche i comuni parzialmente montani di Camaiore e Montignoso.
La comunità montana aveva una superficie di 22.135 ha, di cui 14.965 ha di aree tipicamente montane, ed una popolazione di 56.302 abitanti, di cui 18.103 residenti nelle aree montane.
Per effetto della L.R. 26.6.2008, n. 37 e del D.Lgs. n. 267 del 18-8-2000 la Comunità montana Alta Versilia è stata sostituita dall'Unione dei comuni della Versilia, a cui attualmente aderiscono solamente i comuni della Provincia di Lucca di Camaiore, Seravezza e Stazzema. 
In quest'area sono presenti alcune celebri cave di marmo. Da diversi anni, a causa dell'elevato impatto paesaggistico ed ambientale in un territorio ricco di biodiversità e geodiversità come quello delle Alpi Apuane, la filiera del marmo è oggetto di un'aspra battaglia ambientalista per la chiusura delle cave.

## Siti internet
- Sito internet dell'Unione dei comuni della Versilia, su unionedicomunialtaversilia.lu.it.